# Gouvernement Wilson IV
Royaume-Uni
Wilson III Callaghan
Le gouvernement Wilson (4) (en anglais : Fourth Wilson Ministry) est le 83e gouvernement du Royaume-Uni entre le 10 octobre 1974 et le 5 avril 1976, sous la 47e législature du Parlement.
Il est dirigé par le travailliste Harold Wilson, vainqueur à la majorité absolue des élections anticipées d'octobre 1974. Il succède au gouvernement Wilson III et cède le pouvoir au gouvernement de James Callaghan après que le Premier ministre a démissionné pour raisons de santé.

## Historique
Ce gouvernement est dirigé par le Premier ministre travailliste sortant Harold Wilson. Il est constitué et soutenu par le Parti travailliste, qui dispose de 319 députés sur 635, soit 50,2 % des sièges de la Chambre des communes.
Il est formé à la suite des élections générales anticipées du 10 octobre 1974.
Il succède donc au gouvernement Wilson III, constitué et soutenu dans les mêmes conditions mais en tant que gouvernement minoritaire.

### Formation
Au cours du scrutin, le Parti travailliste fait élire 18 nouveaux députés et s'impose en voix, contrairement à ce qu'il s'était produit en février précédent. Ses gains permettent au parti au pouvoir de conquérir un siège de plus que l'exacte majorité absolue. Le jour même, la reine Élisabeth II confie à Harold Wilson la charge de former un nouvel exécutif, et celui-ci reconduit son équipe à l'identique.

### Succession
Le 16 mars 1976, deux ans après avoir repris le pouvoir, le Premier ministre annonce sa démission pour raisons de santé. Six de ses ministres postulent alors à sa succession : Tony Benn, James Callaghan, Anthony Crosland, Michael Foot, Denis Healey et Roy Jenkins. Le scrutin se déroule au sein du groupe parlementaire travailliste aux Communes. Au premier tour, Michael Foot sort en tête tandis qu'Anthony Crosland est éliminé. Roy Jenkins et Tony Benn choisissent de se retirer avant le second vote, qui place James Callaghan en première position et voit l'élimination de Denis Healey.
Lors du troisième tour, le 5 avril, James Callaghan l'emporte sur Michael Foot avec 29 voix d'avance parmi les députés. Aussitôt, la souveraine le nomme Premier ministre et il peut constituer son gouvernement au sein duquel siègent ses cinq concurrents défaits.

## Composition du cabinet

### Initiale (10 octobre 1974)
| Fonction                                                                 | Titulaire | Titulaire        | Parti        |
| ------------------------------------------------------------------------ | --------- | ---------------- | ------------ |
| Premier ministre Premier lord du Trésor Ministre de la Fonction publique |           | Harold Wilson    | Travailliste |
| Chancelier de l'Échiquier                                                |           | Denis Healey     | Travailliste |
| Lord grand chancelier                                                    |           | Elwyn Jones      | Travailliste |
| Lord président du Conseil Leader de la Chambre des communes              |           | Edward Short     | Travailliste |
| Lord du sceau privé Leader de la Chambre des lords                       |           | Malcolm Shepherd | Travailliste |
| Secrétaire d'État aux Affaires étrangères et du Commonwealth             |           | James Callaghan  | Travailliste |
| Secrétaire d'État à l'Intérieur                                          |           | Roy Jenkins      | Travailliste |
| Secrétaire d'État à la Défense                                           |           | Roy Mason        | Travailliste |
| Secrétaire d'État à l'Éducation et à la Science                          |           | Reg Prentice     | Travailliste |
| Secrétaire d'État à l'Emploi                                             |           | Michael Foot     | Travailliste |
| Secrétaire d'État à l'Énergie                                            |           | Eric Varley      | Travailliste |
| Secrétaire d'État à l'Environnement                                      |           | Anthony Crosland | Travailliste |
| Secrétaire d'État aux Services sociaux                                   |           | Barbara Castle   | Travailliste |
| Secrétaire d'État à l'Industrie                                          |           | Tony Benn        | Travailliste |
| Secrétaire d'État aux Prix et à la Protection des consommateurs          |           | Shirley Williams | Travailliste |
| Secrétaire d'État au Commerce                                            |           | Peter Shore      | Travailliste |
| Secrétaire d'État pour l'Écosse                                          |           | Willie Ross      | Travailliste |
| Secrétaire d'État pour le Pays de Galles                                 |           | John Morris      | Travailliste |
| Secrétaire d'État pour l'Irlande du Nord                                 |           | Merlyn Rees      | Travailliste |
| Chancelier du duché de Lancastre                                         |           | Harold Lever     | Travailliste |
| Secrétaire parlementaire du Trésor                                       |           | Bob Mellish      | Travailliste |
| Ministre de l'Agriculture, de la Pêche et de l'Alimentation              |           | Fred Peart       | Travailliste |
| Ministre d'État aux Collectivités locales et à la Planification          |           | John Silkin      | Travailliste |

### Remaniement du10 juin 1975
- Les nouveaux ministres sont indiqués en gras, ceux ayant changé d'attributions en italique.

| Fonction                                                                 | Titulaire | Titulaire        | Parti        |
| ------------------------------------------------------------------------ | --------- | ---------------- | ------------ |
| Premier ministre Premier lord du Trésor Ministre de la Fonction publique |           | Harold Wilson    | Travailliste |
| Chancelier de l'Échiquier                                                |           | Denis Healey     | Travailliste |
| Lord grand chancelier                                                    |           | Elwyn Jones      | Travailliste |
| Lord président du Conseil Leader de la Chambre des communes              |           | Edward Short     | Travailliste |
| Lord du sceau privé Leader de la Chambre des lords                       |           | Malcolm Shepherd | Travailliste |
| Secrétaire d'État aux Affaires étrangères et du Commonwealth             |           | James Callaghan  | Travailliste |
| Secrétaire d'État à l'Intérieur                                          |           | Roy Jenkins      | Travailliste |
| Secrétaire d'État à la Défense                                           |           | Roy Mason        | Travailliste |
| Secrétaire d'État à l'Éducation et à la Science                          |           | Fred Mulley      | Travailliste |
| Secrétaire d'État à l'Emploi                                             |           | Michael Foot     | Travailliste |
| Secrétaire d'État à l'Énergie                                            |           | Tony Benn        | Travailliste |
| Secrétaire d'État à l'Environnement                                      |           | Anthony Crosland | Travailliste |
| Secrétaire d'État aux Services sociaux                                   |           | Barbara Castle   | Travailliste |
| Secrétaire d'État à l'Industrie                                          |           | Eric Varley      | Travailliste |
| Ministre du Développement à l'étranger                                   |           | Reg Prentice     | Travailliste |
| Secrétaire d'État aux Prix et à la Protection des consommateurs          |           | Shirley Williams | Travailliste |
| Secrétaire d'État au Commerce                                            |           | Peter Shore      | Travailliste |
| Secrétaire d'État pour l'Écosse                                          |           | Willie Ross      | Travailliste |
| Secrétaire d'État pour le Pays de Galles                                 |           | John Morris      | Travailliste |
| Secrétaire d'État pour l'Irlande du Nord                                 |           | Merlyn Rees      | Travailliste |
| Chancelier du duché de Lancastre                                         |           | Harold Lever     | Travailliste |
| Secrétaire parlementaire du Trésor                                       |           | Bob Mellish      | Travailliste |
| Ministre de l'Agriculture, de la Pêche et de l'Alimentation              |           | Fred Peart       | Travailliste |
| Ministre d'État aux Collectivités locales et à la Planification          |           | John Silkin      | Travailliste |